# Andorra (Drama)

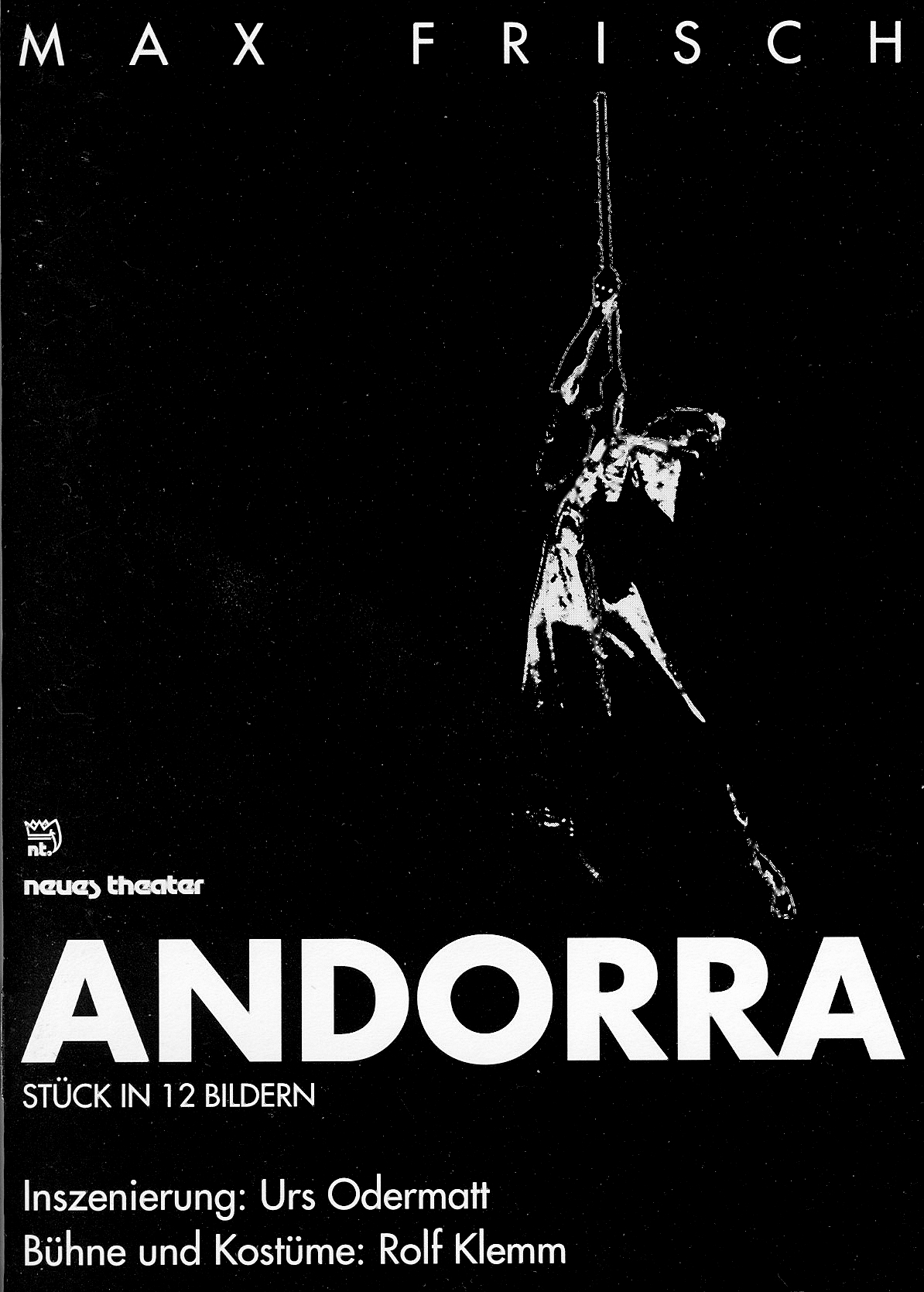
Plakat der Aufführung unter der Regie von Urs Odermatt in Halle 1993

Andorra. Stück in zwölf Bildern ist ein Drama des Schweizer Schriftstellers Max Frisch, das den Abschluss seiner Periode des „engagierten Theaters“ bildet. In Form einer Parabel thematisiert Frisch am Beispiel des Antisemitismus die Auswirkung von Vorurteilen, die Schuld der Mitläufer und die Frage nach der Identität eines Menschen gegenüber dem Bild, das sich andere von ihm machen.
Das Drama handelt von Andri, einem jungen Mann, der von seinem Vater unehelich mit einer Ausländerin gezeugt wurde und deshalb von diesem als jüdischer Pflegesohn ausgegeben wird. Die Bewohner Andorras begegnen Andri permanent mit Vorurteilen, sodass er, selbst nachdem er seine wahre Herkunft erfahren hat, an der ihm zugewiesenen jüdischen Identität festhält. Es folgt seine Ermordung durch ein rassistisches Nachbarvolk. Nachdem die Andorraner alles geschehen ließen, rechtfertigen sie ihr Fehlverhalten und ihre Feigheit vor dem Publikum und leugnen ihre Schuld.
Andorra wurde am 2. November 1961 im Schauspielhaus Zürich unter der Regie von Kurt Hirschfeld uraufgeführt und als eines der wichtigsten Theaterstücke nach dem Zweiten Weltkrieg gefeiert. Das Drama wurde aber auch Gegenstand von Kontroversen, die sich daran entzündeten, dass Frisch den Antisemitismus als Modell wählte, wodurch dessen spezielle Problematik entschärft und die historische Wirklichkeit verharmlost werde. Als Vorbild für das von Frisch als „Modell“ bezeichnete Andorra, mit dem nicht der reale Kleinstaat Andorra gemeint sei, wurden oft die Schweiz oder Deutschland während der Zeit des Nationalsozialismus verstanden. Während das Drama in Amerika am Broadway scheiterte, ist es im deutschen Sprachraum bis heute ein an vielen Bühnen gespieltes und in den Schulkanon aufgenommenes Werk. Gemeinsam mit Biedermann und die Brandstifter ist Andorra das bekannteste Theaterstück Max Frischs.

## Handlung
Die Einwohner Andorras fürchten den Angriff der „Schwarzen“, eines mächtigen Nachbarvolks, das Juden verfolgt und ermordet. Auch die patriotischen Andorraner haben eine Vielzahl antisemitischer Vorurteile. Unter diesen Vorurteilen leidet Andri, die Hauptperson des Dramas, der seit seiner Kindheit vom Lehrer Can als jüdisches Pflegekind ausgegeben wurde. Erst später kommt ans Tageslicht, dass Andri der Sohn Cans aus einer außerehelichen Beziehung mit einer „Schwarzen“ ist. Um seine Vaterschaft geheim zu halten, behauptete der Lehrer, er habe Andri als jüdisches Kind vor den „Schwarzen“ gerettet.
Das Stück beginnt am Vortag des Sanktgeorgstags. Barblin, die Tochter des Lehrers, weißelt das Haus ihres Vaters, wie alle Mädchen an diesem Tag. Dabei wird sie vom Soldaten beobachtet und mit anzüglichen Witzen belästigt. Der Pater drückt das Selbstverständnis der Andorraner aus, sie seien ein friedliches, schwaches und frommes Land. Doch verschiedene Vorzeichen weisen bereits auf eine kommende Katastrophe hin.
Andri selbst arbeitet zu dieser Zeit als Küchenjunge in einer Kneipe. Er liebt Barblin, ohne zu wissen, dass sie in Wahrheit seine Halbschwester ist. Andri möchte sie heiraten, traut sich jedoch nicht, beim Lehrer um ihre Hand anzuhalten. Die Tochter seines vermeintlichen Pflegevaters zu verführen, käme ihm undankbar vor; das Gefühl, seinem „Retter“ ständig dankbar sein zu müssen, bedrückt ihn. Andri gibt sich sehr zurückhaltend und ist auf die öffentliche Meinung bedacht. Um nicht die allgegenwärtigen antisemitischen Vorurteile der Andorraner auf sich zu ziehen, passt er sich ihnen so gut wie möglich an und bemüht sich, seine Loyalität zu beweisen.
Der Lehrer handelt eine Tischlerlehre für Andri aus, obwohl der Tischler seine Vorurteile immer wieder mit der Floskel „… wenn’s einer nicht im Blut hat“ bekundet und eine übertrieben hohe Summe für die Lehre verlangt. Andri ist stolz auf seine Lehrlingsprobe, einen fest verzapften Stuhl, doch der Tischler ordnet Andri das misslungene Werk des Gesellen zu, dessen Beine sich einfach herausreißen lassen. Der Geselle klärt den Irrtum nicht auf, und der Tischler ist aufgrund seiner Vorurteile gerne bereit, Andris Arbeit abzuwerten. Er versetzt Andri in den Verkauf, für den er als Jude, wie der Tischler meint, besser geeignet sei. Andri realisiert, dass seine Anpassung nicht alle Vorurteilsschranken überwinden kann, und begehrt das erste Mal auf.
Nach einer Untersuchung durch den Doktor, den der Lehrer wegen antisemitischer Äußerungen aus dem Haus wirft, hält Andri beim Lehrer um die Hand Barblins an. Er wird abgewiesen und schreibt die Schuld seiner Identität als Jude zu. Je mehr Andri mit den Vorurteilen konfrontiert wird, desto intensiver beobachtet er sich und nimmt ihm nachgesagte Eigenschaften an sich selbst wahr. So eignet er, der bislang mit seinem Geld großzügig umgegangen ist, sich die „jüdische“ Geldgier erst an, als er plant, mit Barblin auszuwandern.
Andri schläft nachts auf Barblins Türschwelle. Von ihm unbemerkt vergewaltigt der Soldat, der schon vorher erfolglos „ein Aug auf Barblin“ geworfen hat, Barblin, die vergeblich versucht zu schreien. Mehrfach weist Andri in dieser Nacht seinen Vater ab, der das Gespräch mit ihm sucht. Als der Lehrer Andri als seinen „Sohn“ anspricht, verwahrt sich Andri davor, der Sohn des Lehrers zu sein. Schließlich tritt der Soldat aus Barblins Kammer, und Andri verliert auch den Glauben an sie. Der Pater bemüht sich um Andri, aber auch er äußert Vorurteile und bestärkt Andri in guter Absicht darin, „sich selbst“ als Juden anzunehmen.
Andris Mutter, „die Senora“ genannt, kommt von den „Schwarzen“ nach Andorra, um ihren Sohn zu sehen. Als sie dem Lehrer vorwirft, Andri als Juden ausgegeben zu haben, fasst dieser endlich den Entschluss, die Wahrheit zu offenbaren. Der Pater eröffnet Andri dessen wahre Identität, stößt jedoch auf Andris Weigerung, die Wahrheit anzunehmen. Er beharrt auf seiner Rolle als Jude und Sündenbock, mit der er sich inzwischen abgefunden hat. Bei der Abreise fällt die von den Andorranern als „Spitzelin“ angefeindete Senora einem Steinwurf zum Opfer. Das Attentat wird zu Unrecht Andri zur Last gelegt, die spätere Angst des Wirtes verrät diesen als den wahren Steinwerfer.
Die „Schwarzen“ marschieren in Andorra ein, und vormals überzeugte Patrioten geben ihre Waffen ab und biedern sich bei den neuen Machthabern an. Währenddessen kommt es zur letzten Konfrontation zwischen Andri und seinem Vater, und Andri weist ein letztes Mal die Wahrheit ab. Er identifiziert sich nun mit dem kollektiven Schicksal der Juden und ist bereit, die Märtyrerrolle anzunehmen. Andri wendet sich auch von Barblin ab, die ihren Bruder zu retten versucht. Er weist die Bruderrolle zurück und will von Barblin das, was sie in seinen Augen dem Soldaten und allen anderen gewährt und nur ihm verweigert: mit ihr zu schlafen. Doch er wird vom Soldaten aufgegriffen, der inzwischen in den Dienst der „Schwarzen“ übergelaufen ist.
Auf dem Platz von Andorra findet eine „Judenschau“ unter der Leitung eines „professionellen Judenschauers“ der „Schwarzen“ statt, der angeblich Juden an äußeren Merkmalen erkennen kann. Trotz Barblins Appellen zum Widerstand setzen sich die Andorraner gegen die Invasoren nicht zur Wehr. Andri wird an seinem Gang als Jude „erkannt“ und abgeführt. Erst als dem Todgeweihten auch noch der Finger abgehackt wird, um ihm den Ring der Senora abzunehmen, geht diese Tat sogar den Andorranern zu weit. Am Ende des Stückes hat sich der Lehrer erhängt und Barblin den Verstand verloren. Sie weißelt das Pflaster des großen Platzes und greift damit das Geschehen der Anfangsszene auf.
Zwischen den Bildern treten einzelne in das Stück involvierte Andorraner in kurzen Passagen aus der Handlung heraus in den Vordergrund. In Zeugenaussagen an einer Schranke rechtfertigen sie ihre Taten und Unterlassungen und weisen die Schuld an Andris Tod von sich. Lediglich der Pater, der als einziger im Gebet statt an der Zeugenschranke aussagt, bekennt, sich ein Bildnis von Andri gemacht zu haben und übernimmt eine Mitschuld an seinem Tod.

## Personenverzeichnis
Im Personenverzeichnis werden zwölf sprechende Personen aufgeführt, von denen nur zwei mit Namen genannt werden: Andri und Barblin. Sie sind die einzigen Figuren, die einander lieben, und damit kein Bildnis voneinander anfertigen (siehe das Thema der Bildnisproblematik). Die anderen werden mit einem Titel bzw. Beruf bezeichnet; der eigentliche Name wird allenfalls im Gespräch erwähnt. Es handelt sich um Typen, die durch Familie, Beruf oder gesellschaftliche Stellung festgelegt sind. Max Frischs Absicht, Andorra den Charakter eines Modells zu verleihen, zeigt sich bereits an den typenhaften Rollennamen.
Viele Andorraner verkörpern zudem mindestens je eines der Vorurteile, mit denen man Andri begegnet. Das der Feigheit, das einzige, das auch auf Andri anwendbar ist, trifft auf alle von ihnen zu. Neben den Sprechrollen treten zwei stumme Einzelpersonen auf, der Idiot und der Judenschauer, sowie zwei stumme Kollektive, das andorranische Volk und die Soldaten der „Schwarzen“.
| Rollenbezeichnung   | Name     | Besonderes |
| Sprechende Rollen   |          | |
| Andri               | Andri    | ist, obwohl im Zentrum der Handlung, isoliert von den anderen Figuren. Laut Frisch ist er „kein Musterknabe. Er soll uns auch manchmal schockieren wie jeder andere Mensch.“ |
| Barblin             | Barblin  | die einzige, die sich bis zum Schluss für Andri einsetzt. Zur Unklarheit vieler Zuschauer über das Verhältnis zwischen Barblin und dem Soldaten äußerte sich Frisch, dies sei „bedauerlich“, aber „eine nebensächliche Unklarheit“, und er deutete die Regieanweisung zum sechsten Bild – „Barblin will schreien, aber der Mund wird ihr zugehalten“ – aus: „das kennzeichnet ihn als Vergewaltiger“.                                                                     |
| Der Lehrer          | Can      | Vater von Andri und Barblin. |
| Die Mutter          |          | Frau des Lehrers und Mutter Barblins, versucht die Familie zusammenzuhalten. |
| Die Senora          |          | Mutter Andris, eine „Schwarze“. Frisch nannte sie nachträglich „eine schwache Figur. […] Wichtig ist nicht die Senora sondern das Problem Andri-Andorra.“ |
| Der Pater           | Benedikt | legt sein Geständnis nicht an der Zeugenschranke ab und gesteht als einziger seine Schuld ein; handelt zwar in guter Absicht, ist aber dennoch für Frisch „einer unter anderen. Er vertritt die Kirche, mag sein, aber die Kirche vertritt nicht uns, nicht für mich.“ Zwar schreibt er „den Juden“ (und mit ihnen Andri) positive Eigenschaften zu, legt aber damit ebenso wie die anderen Andorraner Andri auf eine bestimmte von Vorurteilen determinierte Rolle fest. |
| Der Soldat          | Peider   | „hat ein Aug“ auf Barblin und entspricht durch die spätere Vergewaltigung dem Vorurteil der Geilheit |
| Der Wirt            |          | mutmaßlicher Mörder der Senora; er entspricht dem gegenüber Andri erhobenen Vorurteil der Geldgier |
| Der Tischler        | Prader   | besonders antisemitisch; entspricht ebenfalls dem Vorurteil der Geldgier |
| Der Geselle         | Fedri    | verrät Andris Freundschaft |
| Der Jemand          |          | erscheint als ironischer, distanzierter Beobachter, der zwar weiter denkt als die anderen Andorraner, aber nicht ins Geschehen eingreift. |
| Der Doktor          | Ferrer   | besonders antisemitisch und patriotisch, versuchte vergebens, im Ausland Karriere zu machen und begründet seine Rückkehr nach Andorra scheinheilig mit seiner Liebe zum „Vaterland“. Er beschuldigt den Ehrgeiz der Juden, ihm die Stellen vor der Nase weggeschnappt zu haben und ist dabei selbst übertrieben ehrgeizig. |
| Stumme Einzelrollen |          | |
| Der Idiot           |          | übernimmt die Funktion des Narren, dient zur Betonung bestimmter Aussagen |
| Der Judenschauer    |          | stellt ein „verfremdendes Element“ dar, er ist kein Typus wie die anderen Figuren, sondern das „Symbol für die Macht des Vorurteils und deren Institutionalisierung.“ |

## Szenenverzeichnis
Das Stück Andorra ist in zwölf Bilder unterteilt, die sich ihrerseits zu zwei thematischen Komplexen von jeweils sechs Bildern zusammenfassen lassen. Während in den ersten sechs Bildern die wachsende Ausgrenzung Andris aus der Gemeinschaft der Andorraner gezeigt wird, thematisieren die zweiten sechs Bilder Andris fortschreitende Identifikation mit dem Bild, das sich die Andorraner von ihm machen, „seine zunehmende Bereitschaft auch, das alte Los ‚der‘ Juden zu erleiden und als Sündenbock getötet zu werden.“
| Szene         | Inhalt | Vordergrund                             | Inhalt                                                                                  |
| Erstes Bild   | Ausgangsposition, Andeutung des Kommenden (Jemand: „Es liegt ein Gewitter in der Luft“)                                                      | 1. Geständnis                           | Der Wirt an der Zeugenschranke                                                          |
| Zweites Bild  | Nächtliches Gespräch Andri–Barblin, Selbstzweifel Andris                                                                                     | 2. Geständnis                           | Der Tischler an der Zeugenschranke                                                      |
| Drittes Bild  | Andri in der Tischlerwerkstatt, er darf kein Tischler werden (erster Schlag für Andri)                                                       | 3. Geständnis                           | Der Geselle an der Zeugenschranke                                                       |
| Viertes Bild  | Gespräch Andri–Doktor, Ablehnung der Heirat seiner Kinder durch den Lehrer                                                                   |                                         |                                                                                         |
| Fünftes Bild  | Gewissenskonflikt des Lehrers |                                         |                                                                                         |
| Sechstes Bild | Andri weist Erklärungsversuche des Lehrers ab, der Soldat vergewaltigt Barblin                                                               | 4. Geständnis                           | Der Soldat an der Zeugenschranke                                                        |
| Siebtes Bild  | Pater redet auf Andri ein, „sich“ anzunehmen, auch er zeigt unterschwellige Vorurteile                                                       | 5. Geständnis                           | Pater betet, erstes und einziges Geständnis, in dem jemand seine Schuld zugibt          |
| Achtes Bild   | Auftreten der Senora, Soldaten verprügeln Andri                                                                                              | Gespräch Lehrer-Senora                  | Schuldzuweisung der Senora an den Lehrer                                                |
| Neuntes Bild  | Abschied und Tod der Senora, erneutes Gespräch Andri–Pater, doch Andri hat inzwischen das Bild der anderen als eigene „Identität“ angenommen | 6. Geständnis                           | Jemand an der Zeugenschranke, Andri tat ihm leid, aber „man muss auch vergessen können“ |
| Zehntes Bild  | Invasion der „Schwarzen“, Gespräch Andri–Lehrer, endgültige Identifizierung Andris mit dem Schicksal der Juden                               | Patrouille der Soldaten der „Schwarzen“ |                                                                                         |
| Elftes Bild   | Andri will mit Barblin gegen ihren Willen schlafen „wie die anderen“, langes Gespräch Andri–Barblin, Verhaftung Andris                       | 7. Geständnis                           | Der Doktor an der Zeugenschranke                                                        |
| Zwölftes Bild | Judenschau, Andri wird „geholt“, Barblin verfällt in Wahnsinn, der Lehrer erhängt sich                                                       |                                         |                                                                                         |

## Themen des Stücks

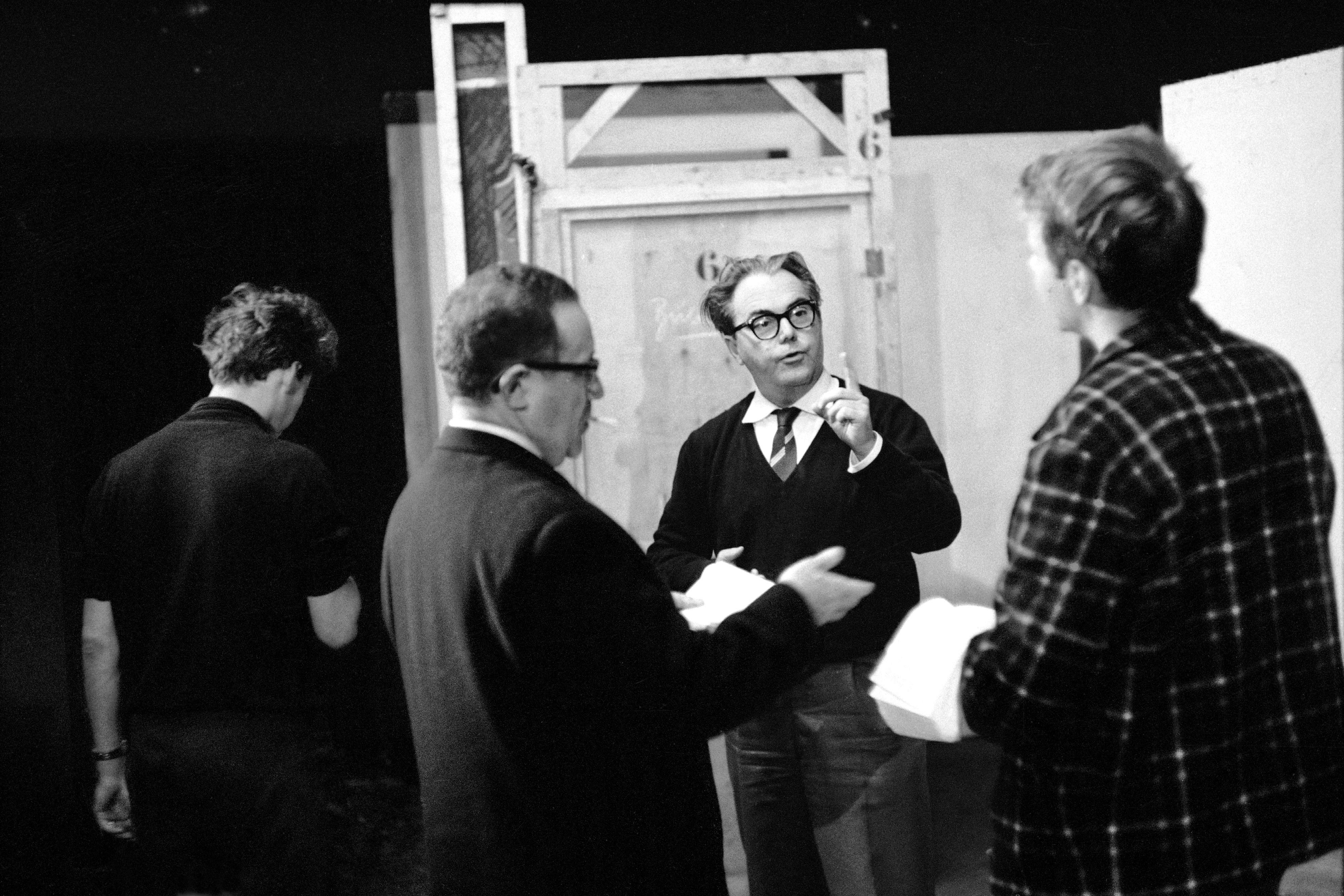
Max Frisch bei Proben zu Andorra im Schauspielhaus Zürich 1961

Eines der Hauptthemen des Stücks ist die Bildnisproblematik, die im Zentrum von Frischs gesamtem Werk steht: Wie kann sich der einzelne seine eigene Identität bewahren gegenüber dem Bild, das sich die Umwelt von ihm macht? Frischs erste Prosaskizze zu Andorra endete mit dem Verweis auf das Gebot: „Du sollst dir kein Bildnis machen, heißt es, von Gott. Es dürfte auch in diesem Sinne gelten: Gott als das Lebendige in jedem Menschen, das, was nicht erfaßbar ist. Es ist eine Versündigung, die wir, so wie sie an uns begangen wird, fast ohne Unterlaß wieder begehen – Ausgenommen wenn wir lieben.“ In seinem Roman Stiller führte Frisch weiter aus: „Jedes Bildnis ist eine Sünde. Es ist genau das Gegenteil von Liebe […] Wenn man einen Menschen liebt, so läßt man ihm doch jede Möglichkeit offen und ist trotz allen Erinnerungen einfach bereit, zu staunen, immer wieder zu staunen, wie anders er ist, wie verschiedenartig und nicht einfach so, nicht ein fertiges Bildnis“.
Indem die Andorraner ein Bild entwerfen, wie Andri als Jude zu sein habe, legen sie ihn gemäß ihren Vorurteilen fest. Um mit sich selbst ins Reine zu kommen, um mit dem Bild, das die anderen von ihm haben, eins zu werden, bleibt Andri schließlich nichts anderes übrig, als dieses Bild anzunehmen, die von ihm erwartete Rolle auszufüllen und die ihm entgegengebrachten Vorurteile zu bestätigen. Der Druck der sozialen Umwelt führt zu ständigen Selbstprüfungen und zur Anpassung an die Erwartungen. In einem Interview mit Curt Riess erhob Frisch auf Grundlage seines Stücks die Forderung: „Jeder Mensch ist verpflichtet, jeden seiner Mitmenschen ohne Vorurteil zu betrachten.“
Ein weiteres Thema des Stückes ist die Feigheit des Menschen. Die Andorraner sind feige, als sie, obgleich „gegen Greuel“ eingestellt, nichts gegen die „Schwarzen“ tun. Auch der frei denkende Jemand, der gütige Pater und Andris Vater sind feige. Andri selbst ist feige, als er sich nicht traut, um die Hand Barblins anzuhalten und als er den anderen nacheifern muss. Seine Feigheit ist auch Folge des Vorurteils, das ihm von den Andorranern entgegengebracht wird. Der Soldat, der Andri gegenüber behauptet, ein Andorraner sei nicht feig, nur Juden seien feig, gehört zu den ersten Überläufern, als die „Schwarzen“ einmarschieren.

Max Frisch bei Proben zu Andorra im Schauspielhaus Zürich 1961

Frisch legte großen Wert darauf, dass der Zuschauer sich nicht von den Andorranern distanzieren könne. Es sei wesentlich am Stück, „daß die Andorraner ihren Jud nicht töteten, sie machen ihn nur zum Jud in einer Welt, wo das ein Todesurteil ist.“ Dass ein anderer zum Henker werde, entlaste sie nicht von ihrer Schuld: „ich möchte die Schuld zeigen, wo ich sie sehe, unsere Schuld, denn wenn ich meinen Freund an den Henker ausliefere, übernimmt der Henker keine Oberschuld.“ Im Interview mit Curt Riess führte er weiter aus: „Die Schuldigen sitzen ja im Parkett. Sie, die sagen, daß sie es nicht gewollt haben. Sie, die schuldig wurden, sich aber nicht mitschuldig fühlen. Sie sollen erschrecken […] sie sollen, wenn sie das Stück gesehen haben, nachts wach liegen. […] Die Mitschuldigen sind überall.“
Die Zeugenaussagen zeigen, dass die Menschheit unverbesserlich ist und die Andorraner aus alledem nichts gelernt haben. Die meisten von ihnen geben zwar zu, dass ihr Vorgehen gegenüber Andri als Nichtjuden unrecht war, sie reduzieren jedoch ihre Schuld auf das Unwissen um die wahre Identität Andris und halten ihr Vorgehen einem wirklichen Juden gegenüber für gerechtfertigt. Sie nehmen nur die geringste Schuld auf sich, jenen Teil, der für den Verlauf der Geschichte nicht von Bedeutung war.
Frisch selbst sah in seinem Stück „[d]ie Quintessenz: die Schuldigen sind sich keiner Schuld bewußt, werden nicht bestraft, sie haben nichts Kriminelles getan. Ich möchte keinen Hoffnungsstrahl am Ende, ich möchte vielmehr mit diesem Schrecken, ich möchte mit dem Schrei enden, wie skandalös Menschen mit Menschen umgehen.“ Seine pessimistische Einschätzung erstreckte sich auch auf die Frage nach der Wirkung seines Stücks: „Das ist ein Optimismus, den ich nicht habe.“ Nachdem in Andorra der Rassismus thematisiert, das Stück sogar an Schulen gelesen worden war, waren für ihn „die rassistischen Reflexe“ in der Gastarbeiterfrage „[d]er Gegenbeweis, daß da etwas gelehrt wurde, das eine Wirkung gezeitigt und Früchte getragen hat“.

## Entstehungsgeschichte
Ein erster Entwurf zu Andorra entstand bereits 1946. Er findet sich in Frischs Tagebuch 1946–1949 unter dem Titel Der andorranische Jude und folgt auf eine Prosaskizze zum Gebot „Du sollst Dir kein Bildnis machen“. Im Unterschied zur späteren Theaterbearbeitung wird darin angedeutet, dass der Jude von Tätern aus Andorra selbst grausam ermordet wird, und die Andorraner rechtfertigen sich nicht im Zeugenstand: „Die Andorraner aber, sooft sie in den Spiegel blickten, sahen mit Entsetzen, daß sie selber die Züge des Judas tragen, jeder von ihnen.“ Joachim Kaiser urteilte später über die Unterschiede zwischen dem Entwurf und dem Theaterstück: „Das Stück erzählt die Parabel anders. Nicht der Jude steht im Mittelpunkt, sondern – bereits der neu formulierte Titel deutet es an – Andorra.“
In einem Werkstattgespräch mit Horst Bienek aus dem Jahr 1961 führte Frisch aus: „Erst nach Jahren, nachdem ich die erwähnte Tagebuchskizze mehrere Male vorgelesen hatte, entdeckte ich, daß das ein großer Stoff ist – so groß, daß er mir Angst machte, Lust und Angst zugleich – vor allem aber, nachdem ich mich inzwischen aus meinen bisherigen Versuchen kennengelernt hatte, sah ich, daß dieser Stoff mein Stoff ist. Gerade darum zögerte ich lang, wissend, daß man nicht jedes Jahr einen Stoff findet. Ich habe das Stück fünfmal geschrieben, bevor ich es aus der Hand gab.“

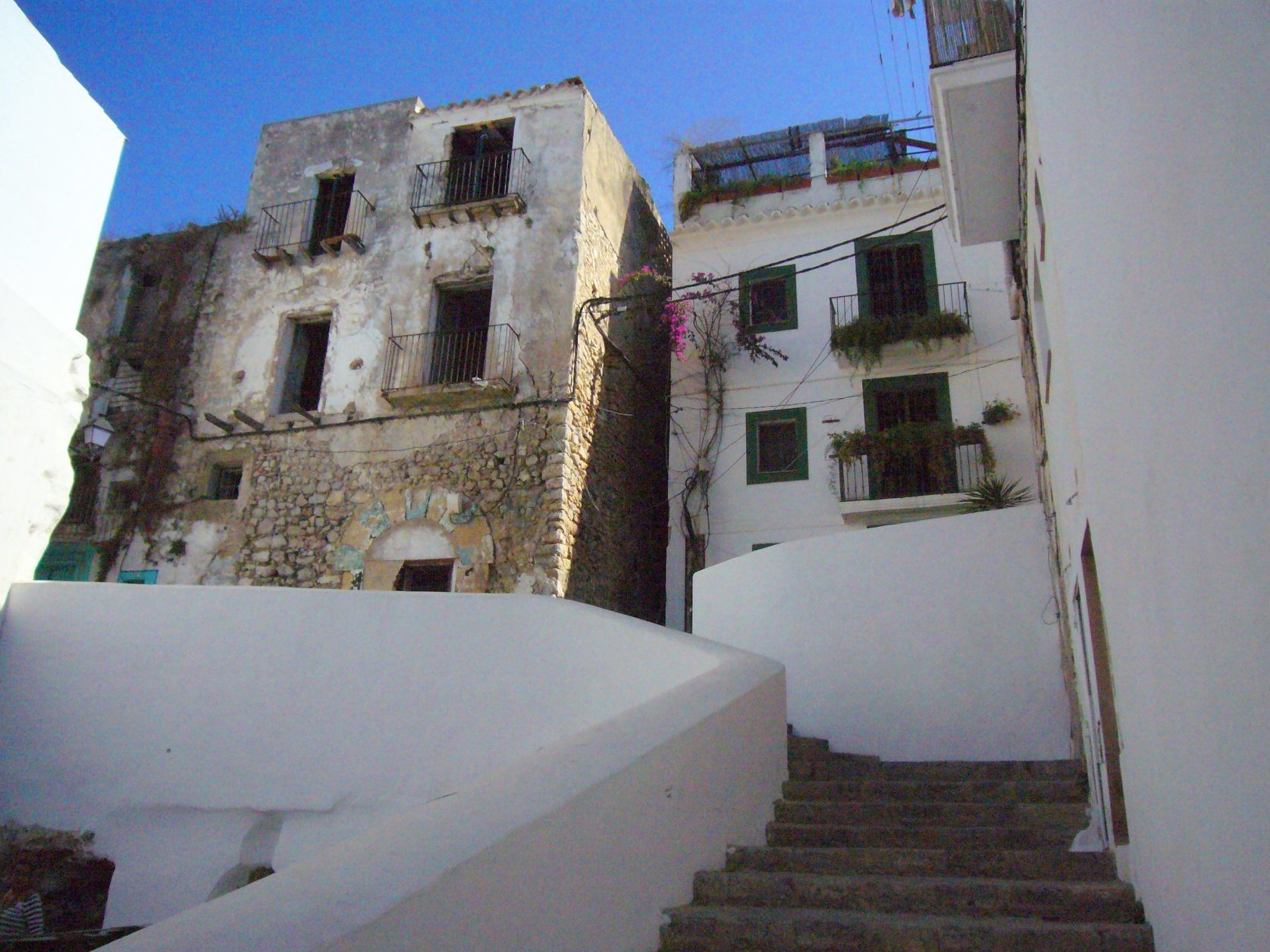
Altstadt von Ibiza, die Anregung für die Kulissen von Andorra

Frisch plante sein Theaterstück für das 20-jährige Jubiläum des Schauspielhaus Zürich in der Saison 1958/1959, zog aber zur Übung die beiden Einakter Biedermann und die Brandstifter und Die große Wut des Philipp Hotz vor. Die Arbeiten begannen auf Ibiza, daher, so Frisch, „die weißen kahlen Kulissen.“ Eine erste Fassung unter dem Titel Zeit für Andorra blieb wegen gleichzeitiger Arbeit an dem Roman Mein Name sei Gantenbein unvollendet. Im Dezember 1960 legte Frisch dem Suhrkamp Verlag eine Fassung unter dem Titel Modell Andorra vor. Doch bis zur Uraufführung am Zürcher Schauspielhaus, die am 2., 3. und 4. November 1961 an drei Abenden gegeben wurde, arbeitete Frisch intensiv an dem Drama, weitere Änderungen wurden noch bis zur deutschen Erstaufführung am 20. Januar 1962 (zeitgleich in München, Düsseldorf und Frankfurt) vorgenommen.
Zum Titel gab Ingeborg Bachmann Ratschläge. Frisch äußerte sich zu seiner Entscheidung für Andorra in den Anmerkungen zum Stück: „Gemeint ist natürlich nicht der wirkliche Kleinstaat dieses Namens, nicht das Völklein in den Pyrenäen, das ich nicht kenne, auch nicht ein anderer wirklicher Kleinstaat, den ich kenne [Anspielung auf die Schweiz]; Andorra ist der Name für ein Modell.“ Und er bedauerte gegenüber Horst Bienek: „Andorra ist kein guter Titel. Der bessere fiel mir nicht ein. Schade! Was den Kleinstaat Andorra betrifft, tröste ich mich mit dem Gedanken, daß er kein Heer hat, um die Länder, die das Stück spielen, aus Mißverständnis überfallen zu können.“
Einen starken Einfluss auf Andorra übte Bertolt Brecht aus. Frisch selbst vermerkte „das schlichte Bewußtsein, daß ich von ihm gelernt habe.“ Andorra sei „[k]ein Versuch über Brecht hinauszugehen, hingegen ein Versuch mit dem Epischen Theater, ohne die ideologische Position von Brecht zu übernehmen“. Ein Verfremdungseffekt im Stile Brechts sei „das Vortreten der Protagonisten, die zwar keinen Song haben, aber Statements von sich geben – da ist ganz sicher, daß ich das von Brecht übernommen habe.“

## Rezeption

Premierenfeier von Andorra 1961

Andorra gehört gemeinsam mit Biedermann und die Brandstifter zu Frischs bekanntesten und erfolgreichsten Theaterstücken. Bereits die Uraufführung am Zürcher Schauspielhaus wurde wegen des großen Publikumsinteresses auf drei Abende vom 2. bis 4. November 1961 verteilt und war ein großer Theatererfolg. Siegfried Melchinger schrieb über Andorra: „Es ist in deutscher Sprache das wichtigste [Stück] seit Jahren. […] Die überwältigende Zustimmung mit der es am Zürcher Schauspielhaus […] aufgenommen wurde, galt sowohl der Wahrheit, die es ausspricht als auch dem Mann, der den Mut hatte, sie auf die Bühne zu bringen.“ Auch Friedrich Luft zeigte sich begeistert: „Das Interesse war enorm und der Erfolg auch. Wann hat man zuletzt bei einem modernen Stück, verfaßt in deutscher Sprache, eine solche Raserei der Zustimmung erlebt, bei einem Stoff zudem, der eher unerfreulich und heikel ist? […] Wir haben mit dieser Triplepremiere in Zürich ein sehr ansehbares, ein wichtiges, ein höchst bühnengutes Stück in unserer eigenen Sprache endlich wieder. Ein Exempelstück, ein überzeitliches Zeitstück“. Allerdings setzte er bereits hinzu: „Frisch wurde endlos gefeiert. Wird man ihn ebenso verstehen wie bejubeln?“
In der Schweiz wurde Andorra als Modell der Schweiz aufgefasst, und die Schweizer Kritik reagierte „mit wenig Begeisterung“. Frisch selbst bekannte: „Andorra hat das schweizerische Publikum getroffen […] – und dies nicht unbeabsichtigt; eine Attacke gegen das pharisäerhafte Verhalten gegenüber der deutschen Schuld: der tendenzielle Antisemitismus in der Schweiz.“ Vom deutschen Publikum wurde das Stück hingegen begrüßt, „wurde darin doch gezeigt, daß nicht nur sie zu Untaten befähigt seien“. Doch auch von der deutschen Kritik wurde der Bezug zur eigenen Geschichte und dem Nationalsozialismus thematisiert. So schrieb Rudolf Walter Leonhardt: „Das historische Modell für Andorra ist Deutschland.“ Und Hellmuth Karasek erkannte in der Schlussszene der Judenschau „für die KZ-Wirklichkeit der Selektionen eine grausige, schrecklich treffende dramatische Entsprechung“. Für Peter Pütz führte diese Aufnahme zu Missverständnissen beim Zuschauer: „Die einen lehnten sich aufatmend in ihren Theatersesseln zurück und sahen ein düsteres Kapitel deutscher Geschichte – zumindest literarisch – bewältigt. Andere zeigten sich empört; denn sie vermißten in dem Stück eine angemessene Darstellung und Verarbeitung des unsagbaren Grauens“.
Tatsächlich mischten sich in die anfängliche Begeisterung bald kritische Stimmen. Für Friedrich Torberg hatte Frisch mit Andorra „ein eminent wichtiges Stück geschrieben, eines der wichtigsten, die seit 1945 in deutscher Sprache geschrieben wurden. […] es müßte auf allen deutschen Bühnen gespielt werden. So wichtig ist es.“ Doch seine Wurzel sei „das fundamentale Mißverständnis […] Jude, Jude-Sein, Judentum mögen als Begriffe oder Tatbestände der Eindeutigkeit entraten […]: sie sind keine Modelle, sie sind keine austauschbaren Objekte beliebiger (und ihrerseits austauschbarer) Vorurteile, wie ja auch der Antisemitismus kein beliebiges (und seinerseits austauschbares) Vorurteil ist.“ Noch weitergehende Vorwürfe gegen Andorra nahm Hans Bänziger wahr: „Man soll mancherorts sogar eine antisemitische Tendenz entdeckt haben. Das ist kein Zufall. Weil das Judenproblem im Stück auf seine allgemeinen Grundlagen reduziert wurde, ist das Judenproblem entschärft.“ Hans Rudolf Hilty bemängelte: „Wenn der Verfolgte nur ein hypothetischer Jude ist, erscheint die Verfolgung allzu leicht als ‚tragischer Irrtum‘ […] die Subsumtion des Antisemitismusproblems unter die Forderung ‚Du sollst Dir kein Bildnis machen‘ hat wohl doch zu einer Verharmlosung des historischen Tatbestandes geführt“. Hans Weigel sprach sogar eine „Warnung vor Andorra“ aus. Das Stück sei „zweitens nicht gut und erstens sehr gefährlich.“ Frisch habe „das angestrebte Gleichnis nicht verwirklicht“ und lege dadurch die Ausflucht nahe, so wie im Stück sei es in der Realität nie gewesen. Es sei „immer peinlich, wenn für eine gute Sache mit fragwürdigen Mitteln geworben wird.“ Doch Österreich habe „die deutsche Herrschaft überlebt, Österreich hat die zehnjährige vierfache Besatzung überdauert, Österreich wird auch mit Andorra von Max Frisch fertig werden.“
Die israelische Inszenierung vom März 1962 im Stadttheater von Haifa wurde in einer Besprechung der Jedioth Hajom als „ein gewisses Wagnis“ betrachtet, säßen hier doch die Ankläger im Zuschauerraum und nicht die Angeklagten. Der Zuschauer in Israel könne sich nicht durch „‚Doppeldenken‘ darüber hinwegsetzen“, dass nicht nur die Juden, sondern jede Minorität gemeint sei, „der versuchte Beweis des Stückes, daß die Juden gar nicht ‚anders‘ sind, sondern zum Anderssein gezwungen werden, kann in Israel naturgemäß nicht standhalten. Es gibt ja auch positiv Jüdisches.“ Dennoch sei Andorra ein „aufwühlendes Drama. […] Trotz kleinen Einwänden kann man es auch dem israelischen Publikum warm empfehlen.“ Die Aufführung am New Yorker Broadway hingegen wurde bereits eine Woche nach der Premiere am 9. Februar 1963 als völliger Misserfolg abgesetzt. Howard Taubman bemängelte in der New York Times unter anderem die Ironie Frischs, die „bitter und unnachgiebig“ sei. „Sein Humor ist selten lustig oder spritzig, witzige Pointen kommen kaum vor. Er trifft den Leser wie ein Gummiknüppel.“ Er verwies auf die Unterschiede von amerikanischer und mitteleuropäischer Mentalität. „Was uns als ziemlich durchsichtige Ironie erscheint, wird dort als tiefsinnig und subtil empfunden.“ Sabina Lietzmann urteilte über fünfzehn ihr vorliegende amerikanische Kritiken, es hätten „nur fünf überhaupt begriffen, worum es in Andorra geht“. Das Publikum nannte „das Stück plump, grob, taktlos […], peinlich, billig […]. Man will sich von Andorra nicht treffen lassen und behauptet, unter Hinweis auf den europäischen Erfolg, es möge ‚drüben‘ eine massentherapeutische Wirkung haben, hier aber renne es offene Türen ein. Daß rassisches Vorurteil ein Übel sei, und wozu es führen könne, habe man hier längst und allgemein begriffen, dazu brauche man Max Frisch nicht.“

Premierenfeier von Andorra, links hinten Friedrich Dürrenmatt

Der amerikanische Misserfolg und die auch in Europa einsetzende Kritik zeitigten ihre Wirkung. Während Andorra in der Spielzeit 1962/63 mit 963 Aufführungen nach Friedrich Dürrenmatts Die Physiker das zweiterfolgreichste Stück an deutschsprachigen Bühnen war, wurde es in den Folgejahren immer spärlicher aufgeführt und in erster Linie als Schullektüre eingesetzt. Seit Beginn der 1980er Jahre stiegen die Inszenierungen wieder an, und Andorra wurde in seiner „Zeitlosigkeit“, „der unverminderten Brisanz seiner Thematik“ und seiner „beklemmenden Aktualität“ neu wahrgenommen. Bis 1996 zählte Volker Hage rund 230 Inszenierungen an deutschsprachigen Bühnen. Laut Jürgen H. Petersen ist Andorra „bis auf den heutigen Tag umstritten“ und „[i]m deutschsprachigen Raum als Kunstwerk gleichermaßen geschätzt wie verworfen“.
Max Frisch selbst kommentierte die Missverständnisse, die die Aufnahme Andorras begleitet hatten, 1975 in einem Brief an Peter Pütz: „Das Stück ist ja selber nicht unschuldig daran; es gibt sich zu einsinnig – aus einer Not, die mir viel Arbeit verursacht hat: die Fabel trägt sich selber nicht genug (im Gegensatz zum Biedermann-Stück, das dadurch offener bleibt) und kommt daher ohne penetrante ‚Sinngebung‘ nicht aus“. Erst 1968 kehrte Frisch mit Biografie: Ein Spiel wieder ans Theater zurück. Er wandte sich ausdrücklich von der Parabelform der Vorgängerstücke ab, die ihn dazu nötige, „eine Botschaft zu verabreichen, die ich eigentlich nicht habe“, erreichte aber auch nicht mehr deren Publikumserfolg. In einem Interview mit Heinz Ludwig Arnold bekannte Frisch: „Ich bin froh, daß ich [Andorra] geschrieben habe, ich bin froh, daß es sehr viel aufgeführt worden ist – ich habe nicht allzu viele Aufführungen gesehen. Es ist nicht so, daß ich es mir jetzt noch sehr gerne anschauen würde; es ist mir zu durchsichtig […]; aber dann [wenn es nicht durchsichtig wäre,] wäre es vielleicht nicht mehr wirkungsvoll […] Es ist mir nicht geheimnisvoll genug für mich selber.“

## Verfilmungen
- Andorra, Regie: Kurt Hirschfeld, Gert Westphal (Deutschland, 1964)
- Andorra, Regie: Diagoras Chronopoulos, Dimitris Papakonstadis (Griechenland, 1976)